# Sternarchogiton
Sternarchogiton is een geslacht van straalvinnige vissen uit de familie van de staartvinmesalen (Apteronotidae).

## Soorten
- Sternarchogiton labiatus de Santana & Crampton, 2007
- Sternarchogiton nattereri (Steindachner, 1868)
- Sternarchogiton porcinum Eigenmann & Allen, 1942
- Sternarchogiton preto de Santana & Crampton, 2007
- Sternarchogiton zuanoni de Santana & Vari, 2010